# Auguste Bossu
Pour les articles homonymes, voir Bossu (homonymie).
Ne pas confondre avec Jean Bossu, architecte.
Auguste Bossu (né le 3 juillet 1889 à Saint-Étienne, mort le 17 février 1946 à Saint-Étienne également) est un architecte français de la première moitié du XXe siècle qui exerça principalement à Saint-Étienne.

## Réalisations
Ses œuvres principales sont :
- Les Maisons sans escalier, situées rue Daguerre (1933 et 1940). Elles comportent 36 logements chacune, dans lesquels la distribution verticale se fait exclusivement au moyen d'une rampe hélicoïdale. Leur nom d'origine, les « immeubles Bizillon », provient du cabaret dit « chalet Bizillon » présent sur le site au préalable. Leur nom devant la postérité vient quant à lui du pragmatisme des Stéphanois.
- l'Immeuble moderne (1929).

Une grande partie de ses réalisations prit forme au sein de la « Société des immeubles par étages » qu'il fonda avec l'architecte François Clermont. Cette société proposait la copropriété comme une solution à la crise du logement de l'Entre-deux-guerres.
Voici la liste de l'ensemble des réalisations :
- Avant 1914, des travaux probables à Moscou (informations à vérifier).
- 1920 à 1921, Préfecture de Clermont-Ferrand.
- 1922, Office public d'HBM de Marseille - Groupe Paul Strauss.

En 1923, Auguste Bossu crée la Société des Immeubles par Étages (SIE) avec Émile Clermont, pour laquelle il réalise une grande partie des immeubles.
En 1924 :
- 1er immeuble au 46 rue Balay à Saint-Étienne.
- 2e et 3e immeubles place Marengo, aujourd'hui appelée place Jean-Jaurès.

En 1925 :
- 4e immeuble au 62 rue Rouget-de-l'Isle.
- 5e immeuble au 113 rue du Treuil.
- 6e immeuble au 12 avenue du Président-Faure.
- 7e immeuble au 10 cours Voltaire.

En 1926 :
- 8e immeuble au 42 rue Michelet.
- 9e immeuble au 10 rue du Onze-Novembre.
- 10e immeuble au 10bis rue du Onze-Novembre.
- 11e immeuble au 3 rue Barthélémy-Ramier.
- 12e immeuble au  5 rue Barthélémy-Ramier.
- 13e immeuble au 7 rue Barthélémy-Ramier.
- 14e immeuble au 23 rue du Onze-Novembre.

En 1929 :
- 15e immeuble à l'angle de la Place Bellevue et de la rue Gutenberg.
- 16e immeuble à l'angle des rues J. Pupier et Thimonier.
- 17e immeuble au 23 rue du Onze-Novembre.
- 18e immeuble aux 1 et 3 de la rue de la Vapeur.

En 1930, 19e immeuble au 44 rue Michelet.
En 1931, 20e immeuble au 16 rue Sainte Catherine.
La Société des Immeubles par Etages deviendra la société des immeubles de Jacquard le 31 janvier 1935. 
La SIE a ainsi construit en 1931, un total d'environ 270 appartements créés à St Etienne. On peut parler d'une moyenne de 2 ou 3 immeubles par an sur une décennie. Les immeubles comportent des logements ou appartement de toutes les catégories, depuis le modeste appartement de 2 ou 3 pièces jusqu'au grand apparement de 8 à 10 pièces, dotés de tout le confort moderne.
Tous les bâtiments sont construits avec des capitaux, des entreprises et une main d'oeuvre locale, ce qui amène un essor économique considérable.

## Postérité
L'œuvre de Bossu est aujourd'hui méconnue, surtout du fait que sa plus grande réalisation ne représente pas plus de quarante logements. C'est un point qui change à partir de la publication en 2012 du livre de Suzanne Vengeon, Dans les pas de l'architecte Auguste Bossu même si elle reconnait que son grand oncle était plutôt modeste et s'est concentré sur la pratique, plus que sur l'écriture de sa biographie.